# جزیره گیل
جزیرهٔ گیل یا گیل نیانی (ترکی آذربایجانی: Gil Adası؛ به روسی: остров Глиняный) جزیره‌ای در جمهوری آذربایجان است که در دریای خزر قرار دارد. این جزیره در مجمع الجزایر باکو قرار دارد.